# Hemidactylus scabriceps
Hemidactylus scabriceps är en ödleart som beskrevs av  Annandale 1906. Hemidactylus scabriceps ingår i släktet Hemidactylus och familjen geckoödlor. IUCN kategoriserar arten globalt som otillräckligt studerad. Inga underarter finns listade i Catalogue of Life.